# Dan hrvatskih knjižnica
Dan hrvatskih knjižnica obilježava se u Hrvatskoj 11. studenog svake godine.

## Povijest
Odlukom 37. skupštine Hrvatskoga knjižničarskog društva, održane 2010. godine u Tuhelju, dan proglašenja prvoga hrvatskog Zakona o bibliotekama 11. studenoga 1960. godine obilježava se kao Dan hrvatskih knjižnica.
Taj dan je prigoda da javnosti predstave svoj rad, ali i upozore na probleme s kojima se svakodnevno susreću.
Knjižnice su najvažnije ustanove nacionalne informacijske infrastrukture, jednako otvorene prema svim socijalnim, kulturnim i etničkim zajednicama i omogućavaju slobodan pristup informacijama u svim medijima.